# 亀島村
亀島村（かめじまそん）は、かつて岡山県浅口郡にあった村である。1903年（明治36年）1月1日に連島村ほか2村と合併し消滅した。現在は倉敷市水島地域の亀島・亀島新田・連島中央・神田などにあたる。

## 沿革
- 1889年（明治22年）6月1日 - 町村制の施行により、浅口郡亀島新田村および連島村の一部（近世の矢柄村・矢柄村分）の区域をもって亀島村が発足。
- 1903年（明治36年）1月1日 - 亀島村が鶴新田村・西之浦村・連島村と合併し、改めて連島村が発足。同村大字亀島新田・矢柄となる。
- 1912年（明治45年）4月1日 - 連島村が町制施行して連島町となり、同町大字亀島新田・矢柄となる。
- 1953年（昭和28年）6月1日 - 連島町が倉敷市に編入。同市連島町亀島新田・連島町矢柄となる。